# Сокул (Клечев)
Спортивний клуб «Сокул» Клечев (пол. Klub Sportowy Sokół Kleczew) — польський футбольний клуб з Клечева, заснований у 1928 році. Виступає у Третій лізі. Домашні матчі приймає на Міському стадіоні, місткістю 800 глядачів.